# Тайландски поздрав
Тайландският поздрав (на тайски: ไหว้), се състои от лек поклон, с длани, притиснати заедно за молитва. Произхожда от индийския жест Añjali Mudrā, като индийското намасте и бирманската мингалаба. Колкото по-високо се държат ръцете спрямо лицето и колкото по-ниско (събрани) са лактите, толкова по-голямо уважение или почит проявява даващият тайландски поздрав. Тайландският поздрав традиционно се наблюдава при официално влизане в къща. След като посещението приключи, посетителят иска разрешение за напускане и повтаря поздрава, направен при влизане Тайландският поздрав е често срещан и като начин за изразяване на благодарност или за извинение.

## Произход
Жестът произхожда от будизма и има сходен произход като намасте в индуизма. По същество това е йогическа поза на дланите и се изпълнява с еднаквото срещане на двете длани. Това символизира, че другата страна се третира като равнопоставено човешко същество.